# Protopolybia pallidibalteata
Protopolybia pallidibalteata är en getingart som först beskrevs av Cameron 1912.  Protopolybia pallidibalteata ingår i släktet Protopolybia och familjen getingar. Inga underarter finns listade i Catalogue of Life.